# Komuna e Kasharit
Komuna e Kasharit är en kommun i Albanien.   Den ligger i prefekturen Qarku i Tiranës, i den centrala delen av landet, 9 km väster om huvudstaden Tirana.
Trakten runt Komuna e Kasharit består till största delen av jordbruksmark.  Runt Komuna e Kasharit är det tätbefolkat, med 570 invånare per kvadratkilometer.